# Rajd Polski 2012
Rajd Polski 2012 ( 69. Rajd Polski) – kolejna, 69 edycja rajdu samochodowego Rajd Polski rozgrywanego w Polsce. Rozgrywany był od 28 do 30 września 2012 roku. Bazą rajdu była miejscowość Mikołajki. Rajd był dziesiątą rundą Rajdowych Mistrzostw Europy w roku 2012, a także szóstą rundą Rajdowych Samochodowych Mistrzostw Polski w roku 2012. Składał się z 13 odcinków specjalnych. Dyrektorem rajdy był Tomasz Bartoś. Na żywo rajdu można było słuchać w specjalnie powołanym na tę imprezę radiu rajdowym.
Rajd wygrał jako trzeci Fin w historii Esapekka Lappi jadący samochodem Škoda Fabia S2000, jest on również pierwszym kierowcą, który zwyciężył w Rajdzie Polski za kierownicą samochodu klasy S2000. Jest także najmłodszym zawodnikiem, który wygrał ten rajd. Wygrał on dziesięć z trzynastu odcinków specjalnych (OS) i z ponad dwuminutową przewagą wyprzedził drugą załogę na mecie. Byli to Polacy Michał Sołowow i Maciej Baran jadący Fordem Fiestą RRC. Trzecie miejsce zajęła również polska załoga Grzegorz Grzyb i Daniel Siatkowski startująca Peugeotem 207 S2000.
Rajdu nie ukończył wicelider po 9 OS-ach Michał Kościuszko (tracił wtedy do Lappiego 26 s.), na odcinku „Mrągowo” Michał uszkodził przód swojego Forda i nie mógł kontynuować rajdu.

## Zwycięzcy odcinków specjalnych[5]
| Dzień       | Numer odcinka | Nazwa odcinka | Długość  | Zwycięzca odcinka                    | Nr Sam. | Samochód          | Czas    | Śr. pr.    | Lider rajdu                          |
| ----------- | ------------- | ------------- | -------- | ------------------------------------ | ------- | ----------------- | ------- | ---------- | ------------------------------------ |
| 29 września | OS1           | Miłki 1       | 16,35 km | Esapekka Lappi Janne Ferm            | 16      | Škoda Fabia S2000 | 8:09.4  | 120,3 km/h | Esapekka Lappi Janne Ferm            |
| 29 września | OS2           | Kruklanki 1   | 17,73 km | Esapekka Lappi Janne Ferm            | 16      | Škoda Fabia S2000 | 9:48.2  | 108,5 km/h | Esapekka Lappi Janne Ferm            |
| 29 września | OS3           | Stare Sady 1  | 19,53 km | Michał Kościuszko Maciej Szczepaniak | 3       | Ford Fiesta RRC   | 9:51.6  | 118,8 km/h | Michał Kościuszko Maciej Szczepaniak |
| 29 września | OS4           | Miłki 2       | 16,35 km | Esapekka Lappi Janne Ferm            | 16      | Škoda Fabia S2000 | 8:00.6  | 122,5 km/h | Esapekka Lappi Janne Ferm            |
| 29 września | OS5           | Kruklanki 2   | 17,73 km | Esapekka Lappi Janne Ferm            | 16      | Škoda Fabia S2000 | 9:34.7  | 111,1 km/h | Esapekka Lappi Janne Ferm            |
| 29 września | OS6           | Stare Sady 2  | 19,53 km | Esapekka Lappi Janne Ferm            | 16      | Škoda Fabia S2000 | 9:44.8  | 120,2 km/h | Esapekka Lappi Janne Ferm            |
| 29 września | OS7           | Mikołajki     | 2,50 km  | Esapekka Lappi Janne Ferm            | 16      | Škoda Fabia S2000 | 1:49.9  | 81,9 km/h  | Esapekka Lappi Janne Ferm            |
| 30 września | OS8           | Tałty 1       | 14,63 km | Esapekka Lappi Janne Ferm            | 16      | Škoda Fabia S2000 | 8:00.2  | 109,7 km/h | Esapekka Lappi Janne Ferm            |
| 30 września | OS9           | Paprotki 1    | 23,80 km | Esapekka Lappi Janne Ferm            | 16      | Škoda Fabia S2000 | 13:04.8 | 109,2 km/h | Esapekka Lappi Janne Ferm            |
| 30 września | OS10          | Mrągowo 1     | 23.41 km | Esapekka Lappi Janne Ferm            | 16      | Škoda Fabia S2000 | 13:25.0 | 104,7 km/h | Esapekka Lappi Janne Ferm            |
| 30 września | OS11          | Tałty 2       | 14,63 km | Karl Kruuda Martin Järveoja          | 15      | Škoda Fabia S2000 | 7:57.5  | 110,3 km/h | Esapekka Lappi Janne Ferm            |
| 30 września | OS12          | Paprotki 2    | 23,80 km | Esapekka Lappi Janne Ferm            | 16      | Škoda Fabia S2000 | 12:57.7 | 110,2 km/h | Esapekka Lappi Janne Ferm            |
| 30 września | OS13          | Mrągowo 2     | 23.41 km | Karl Kruuda Martin Järveoja          | 15      | Škoda Fabia S2000 | 13:20.4 | 105,3 km/h | Esapekka Lappi Janne Ferm            |

## Wyniki końcowe rajdu
| Miejsce                       | Kierowca                      | Pilot                         | Samochód                      | Czas                          | Strata                        |                               |
| Klasyfikacja generalna i RSMP | Klasyfikacja generalna i RSMP | Klasyfikacja generalna i RSMP | Klasyfikacja generalna i RSMP | Klasyfikacja generalna i RSMP | Klasyfikacja generalna i RSMP | Klasyfikacja generalna i RSMP |
| ----------------------------- | ----------------------------- | ----------------------------- | ----------------------------- | ----------------------------- | ----------------------------- | ----------------------------- |
| 1                             | Esapekka Lappi                | Janne Ferm                    | Škoda Fabia S2000             | 2:06:03.1                     | –                             |                               |
| 2                             | Michał Sołowow                | Maciej Baran                  | Ford Fiesta RRC               | 2:08:17.9                     | +2:14.8                       |                               |
| 3                             | Grzegorz Grzyb                | Daniel Siatkowski             | Peugeot 207 S2000             | 2:09:16.7                     | +3:13.6                       |                               |
| 4                             | Kajetan Kajetanowicz          | Jarosław Baran                | Subaru Impreza STi R4         | 2:10:21.2                     | +4:18.1                       |                               |
| 5                             | Michał Bębenek                | Grzegorz Bębenek              | Peugeot 207 S2000             | 2:10:37.5                     | +4:34.4                       |                               |
| 6                             | Krzysztof Hołowczyc           | Łukasz Kurzeja                | Subaru Impreza STi R4         | 2:10:42.9                     | +4:39.8                       |                               |
| 7                             | Zbigniew Staniszewski         | Radosław Korzeniewski         | Peugeot 207 S2000             | 2:12:57.4                     | +6:54.3                       |                               |
| 8                             | Wojciech Chuchała             | Kamil Heller                  | Subaru Impreza STi            | 2:13:09.3                     | +7:06.2                       |                               |
| 9                             | Karl Kruuda                   | Martin Järveoja               | Škoda Fabia S2000             | 2:13:14.8                     | +7:11.7                       |                               |
| 10                            | Maciej Rzeźnik                | Przemysław Mazur              | Mitsubishi Lancer Evo X R4    | 2:13:48.4                     | +7:45.3                       |                               |
| Klasyfikacja ERC              |                               |                               |                               |                               |                               |                               |
| 1                             | Esapekka Lappi                | Janne Ferm                    | Škoda Fabia S2000             | 2:06:03.1                     | –                             |                               |
| 2                             | Michał Sołowow                | Maciej Baran                  | Ford Fiesta RRC               | 2:08:17.9                     | +2:14.8                       |                               |
| 3                             | Grzegorz Grzyb                | Daniel Siatkowski             | Peugeot 207 S2000             | 2:09:16.7                     | +3:13.6                       |                               |
| 4                             | Kajetan Kajetanowicz          | Jarosław Baran                | Subaru Impreza STi R4         | 2:10:21.2                     | +4:18.1                       |                               |
| 5                             | Michał Bębenek                | Grzegorz Bębenek              | Peugeot 207 S2000             | 2:10:37.5                     | +4:34.4                       |                               |
| 6                             | Krzysztof Hołowczyc           | Łukasz Kurzeja                | Subaru Impreza STi R4         | 2:10:42.9                     | +4:39.8                       |                               |
| 7                             | Zbigniew Staniszewski         | Radosław Korzeniewski         | Peugeot 207 S2000             | 2:12:57.4                     | +6:54.3                       |                               |
| 8                             | Wojciech Chuchała             | Kamil Heller                  | Subaru Impreza STi            | 2:13:09.3                     | +7:06.2                       |                               |
| 9                             | Maciej Rzeźnik                | Przemysław Mazur              | Mitsubishi Lancer Evo X R4    | 2:13:48.4                     | +7:45.3                       |                               |
| 10                            | Szymon Ruta                   | Sebastian Rozwadowski         | Peugeot 207 S2000             | 2:17:27.1                     | +11:24.0                      |                               |